# La Longueville
La Longueville település Franciaországban, Nord megyében. Lakosainak száma 2061 fő (2022. január 1.). La Longueville Taisnières-sur-Hon, Vieux-Mesnil, Audignies, Bavay, Feignies, Gognies-Chaussée, Hargnies, Locquignol és Quévy községekkel határos.

## Népesség
A település népességének változása:
| Lakosok száma | 2153 | 2136 | 2149 | 2097 | 2094 | 2082 | 2070 | 2065 | 2061 |
|               | 2013 | 2015 | 2016 | 2017 | 2018 | 2019 | 2020 | 2021 | 2022 |